# República (organização política)

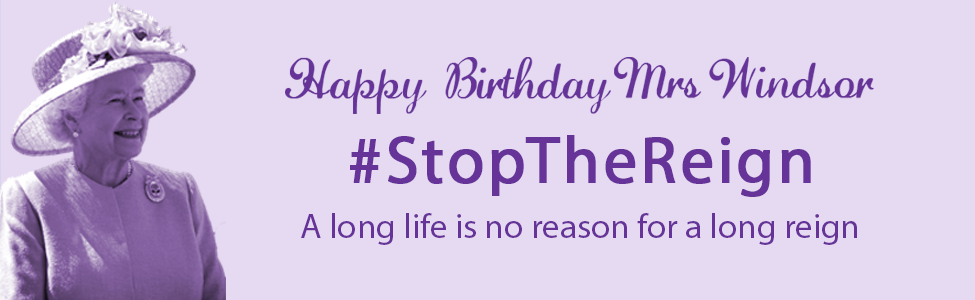
Uma bandeira de protesto da República de 2016. Desejando a ela um feliz aniversário de 90 anos, o grupo se dirige a Elizabeth II como uma cidadã comum e igual, "Sra. Windsor", e argumenta que sua longa vida não justifica ser chefe de estado por tanto tempo, e que a monarquia deveria ser abolida.

República (em inglês Republic) é um grupo de pressão republicano britânico que defende a substituição da monarquia do Reino Unido por uma república. É uma organização membro da Causa Comum (a aliança dos movimentos republicanos na Comunidade) e da Aliança dos Movimentos Republicanos Europeus e é atualmente a única organização que faz campanha unicamente por uma constituição republicana para a Grã-Bretanha. A República afirma que sua missão é: "Conseguir a abolição da monarquia britânica em favor de uma república democrática". Robbie Parkin é o atual presidente e Graham Smith é o atual CEO da Republic.

## História
Originalmente criado por um pequeno grupo de republicanos em Londres em 1983, a Republic foi reinventada como um grupo de pressão de campanha em 2006, quando foi formalmente criada como uma empresa limitada (Republic Campaign Ltd) com um conselho de administração e um escritório executivo. Durante o período entre o anúncio do casamento do Príncipe William e Catherine Middleton em 2010 e o Jubileu de Diamante de Elizabeth II em 2012, os apoiadores do grupo aumentaram de cerca de 9.000 para cerca de 30.000, com cerca de 500 novos membros sendo conquistados na época do casamento real de 2011. Em 2015, o grupo tinha dois funcionários em tempo integral e uma renda de £ 140.000. Em 2016, tinha mais de 5.000 membros pagantes e cerca de 35.000 apoiadores online.

## Campanhas
O CEO Graham Smith criticou o poder hereditário como sendo "absurdo" e a monarquia como uma instituição política desatualizada que "abusa de sua posição, abusa do dinheiro público e que dá aos políticos muito poder." A República disse que após a morte da Rainha Elizabeth II pretende montar uma campanha por um referendo sobre o futuro da monarquia. O grupo planeja fazer isso durante o período entre o funeral da rainha e a coroação do príncipe Charles.

### Finanças reais
República afirma que há falta de transparência e responsabilidade no que diz respeito ao financiamento da monarquia. O grupo acredita que as finanças reais devem ser auditadas de forma independente pelo National Audit Office, como todos os outros departamentos do governo central, e que a isenção da monarquia da Lei de Liberdade de Informação deve ser removida.
A resposta da República aos relatórios anuais de finanças reais é relatada na mídia. Em 2009, enquanto o Palácio de Buckingham alegava que o custo total da monarquia era de £ 41,5 milhões, a Republic estimou o valor em £ 334 milhões, uma vez que custos adicionais, como segurança real, foram levados em consideração. Os cálculos da Republic não levam em consideração os lucros do Crown Estate, que são transferidos para os cofres nacionais em troca da lista civil (um pagamento substituído pelo Sovereign Grant em 2012); eles afirmam que o Crown Estate é propriedade do monarca apenas na sua qualidade de Chefe de Estado e, portanto, propriedade do Estado.

### Príncipe Charles e o Ducado da Cornualha
Em maio de 2007, a República persuadiu Brian Iddon MP a apresentar uma moção sobre a falta de transparência nas contas do Ducado da Cornualha. Na sequência de uma decisão legal em 2011 de que o Ducado da Cornualha era separado do Príncipe Charles para efeitos de regulamentação, a Republic pediu ao HM Revenue and Customs para investigar se o Ducado ainda deveria estar isento de impostos. A isenção de impostos é baseada no pressuposto de que o patrimônio do Ducado é inseparável da pessoa isenta de impostos do Príncipe Charles, o que agora está em questão. Em 2013, o lobby da República resultou em William Nye, secretário particular do Príncipe Charles, comparecendo perante o Comitê de Contas Públicas para explicar os arranjos fiscais do Ducado.
A Republic regularmente critica o Príncipe Charles por expressar opiniões francas e fazer lobby em questões políticas, o que o grupo diz ser inconstitucional. Ele também pediu ao governo britânico que pare de subsidiar a renda anual de 16,3 milhões de libras de Charles por meio de doações e incentivos fiscais. Durante 2015, a República lançou uma campanha e petição Take Back the Duchy para abolir o Ducado da Cornualha e transferir suas terras e ativos para o Crown Estate. Em dezembro de 2015, um pedido de liberdade de informação pela República revelou que o Príncipe Charles tinha acesso de rotina a documentos confidenciais do governo.

### Juramentos de fidelidade
Em 2008, a República lançou uma campanha para dar aos republicanos um juramento alternativo de lealdade. A campanha começou com uma Primeira Moção e foi assumida pela advogada de direitos humanos Louise Christian.

### Casamento real em 2011
Antes do casamento de Guilherme de Gales e Catherine Middleton em 2011, a organização turística VisitBritain disse que o evento seria bom para o turismo. Em resposta, a Republic fez um pedido de liberdade de informação para documentos VisitBritain que indicava que os casamentos reais tiveram no passado um efeito negativo sobre o turismo. A Republic realizou uma festa de rua alternativa em Londres, no casamento real, "celebrando a democracia e o poder do povo em vez de privilégios herdados", junto com outros eventos nas principais cidades do Reino Unido. O evento da Republic em Londres foi inicialmente bloqueado pelo Conselho de Camden.

### Cobertura da monarquia pela BBC
A Republic alegou que a BBC exibe parcialidade em relação ao seu relato de assuntos reais. O documentário The Diamond Queen foi criticado por isso: em uma carta ao presidente do BBC Trust, Chris Patten, Graham Smith, o presidente-executivo da organização, argumentou que o programa violava as diretrizes da BBC sobre imparcialidade. Em sua carta, Smith afirmou que a série estava sujeita a "distorções, meias-verdades e fabricações".

## Contexto legal
A defesa da substituição da monarquia por uma república tem sido uma ofensa condenável na lei. O Treason Felony Act 1848 proíbe a defesa de uma república impressa. A pena para tal defesa, mesmo que a república deva ser estabelecida por meios pacíficos, é a prisão perpétua. Esta lei continua em vigor no Reino Unido. No entanto, de acordo com a Lei de Direitos Humanos de 1998, os Law Lords sustentaram que, embora a Lei de Traição Criminal permaneça nos livros da lei, deve ser interpretada de forma a ser compatível com a Lei de Direitos Humanos e, portanto, não mais proíbe a atividade republicana pacífica.